# Johannes Abramios
Johannes Abramios (altgriechisch Ἰωάννης Ἀβράμιος) war ein byzantinischer Astrologe und Astronom des 14. Jahrhunderts.
In seiner Zeit war Abramios vor allem als Verfasser politischer Horoskope von Bedeutung, mittels derer er auf die Auseinandersetzungen am byzantinische Kaiserhof Einfluss zu nehmen suchte, wobei er sich auf die Seite von Andronikos IV. und dessen Sohn Johannes VII. stellte und sich gegen deren Gegner Johannes V., den Vater von Andronikos IV., und Manuel II., dessen Sohn und Nachfolger, positionierte.
In diesem Zusammenhang könnte auch sein Name in einer Abschwörungsurkunde von 1371 erscheinen, wo er als anathematisierter (καθηρ(η)μένος) Verfasser einer „verleumderischen“ Schrift an den Kaiser benannt und der Zauberei und Beschwörung verdächtigt wird.
Von zeitüberdauernder Bedeutung ist Abramios jedoch als Mitglied und Begründer einer Schule von Herausgebern und Kopisten astrologischer Texte, die ihre Wirkungsstätte vor allem in Mytilene auf der Insel Lesbos hatte. Die Arbeiten dieser Schule begannen um 1370 und wurden bis etwa 1410 weiter betrieben.
Was die astrologische Tradition betrifft, so folgte Abramios nicht wie Theodoros Metochites, Nikephoros Gregoras und Isaak Argyros der griechischen Überlieferung des Ptolemäus, sondern der islamischen Tradition des Gregorios Chioniades, Georgios Chrysokokkes und Theodoros Meliteniotes. Abramios und seine Schüler erstellten Ausgaben des Ptolemäus, Pseudo-Ptolemäus, Hephaistion von Theben, Olympiodoros von Alexandria und des Rhetorios.
Die Manuskripte enthalten darüber hinaus griechische Übersetzungen arabischer astrologischer Schriften, namentlich des Libri Mysteriorum des Albumasar.
Alle diese Ausgaben sind gekennzeichnet durch Eingriffe in den Text sowie nicht als solche markierte Ergänzungen und Erweiterungen, ihr Inhalt ist also unter Vorbehalt zu betrachten. Da diese Manuskripte aber in Mittelalter und Früher Neuzeit immer wieder kopiert und rezipiert wurden, ist die Abramios-Schule für die Überlieferung der westlichen Archäologie von erheblicher Bedeutung.
1376 verfasste Abramios eine auf den neuen Tabellen des Isaak Argyros basierende Abhandlung über die Konjunktionen und Oppositionen von Sonne und Mond, kritisierte dabei aber Argyros, da dieser der ptolemäischen und nicht der persischen Tradition folgte. Abramios berechnete dann die Daten von 39 Sonnen- und Mondfinsternissen zwischen 1376 und 1408 aufgrund beider Systeme und versuchte dadurch zu beweisen, dass die von den persischen Astronomen verwendete Präzessionsrate besser sei als die des Ptolemäus, woran er David Pingree zufolge jedoch scheiterte.
Neben astronomischen und astrologischen Schriften wurden in der Schule des Abramios auch Schriften medizinischen, magischen und rhetorischen Inhalts bearbeitet und kopiert. Von diesen Schriften sind einige heute noch erhalten.
Seine Nachfolger als Leiter der Kopistenschule von Mytilene waren Eleutherios Zebelenos und dessen Schüler Dionysios.
Möglicherweise war Abramios auch Arzt (die Verbindung von Astrologie und Medizin war ja keineswegs ungewöhnlich), da er im Herbst 1385 – vielleicht von Johannes VII. – nach Alexandria gesandt wurde, um dort Medikamente zu beschaffen.